# Storchenwiesen
Das Naturschutzgebiet Storchenwiesen wurde am 1. September 1982 vom Regierungspräsidium Tübingen durch Verordnung ausgewiesen. Es befindet sich auf dem Gebiet der Gemeinde Altheim.

## Lage
Das ungefähr 7 ha große Naturschutzgebiet liegt etwa 800 m westlich von Altheim nördlich der Andelfinger Straße am Biberbach. Im Norden schließt das Landschaftsschutzgebiet Biberbachtal-Holzbachtal an. Das Gebiet gehört zum Naturraum der Donau-Ablach-Platten.

## Schutzzweck
Der Schutzzweck ist laut Verordnung „die Erhaltung des Feuchtgebietes als Nahrungs‑ und Brutbiotop seltener Vogelarten, als Durchzugsgebiet von vom Aussterben bedrohten Watvögeln und als Amphibienlebensraum mit einer artenreichen Pflanzenwelt.“

## Landschaftscharakter
Ausgedehnte Schilfröhrichte wechseln sich mit Großseggenrieden, Rohrglanzgrasröhrichten und kleinflächig eingestreuten Hochstaudenfluren und Teichschachtelhalmröhrichten ab. Entlang des Biberbachs und teilweise auch in der Fläche verstreut Auwald-Fragmente mit Baumweiden, Strauchweiden und Erlen.